# Chydaeopsis
Chydaeopsis es un género de escarabajos longicornios de la tribu Acanthocinini.

## Especies
- Chydaeopsis fragilis Pascoe, 1864
- Chydaeopsis luzonica Heller, 1923
- Chydaeopsis mindanaonis Breuning, 1982
- Chydaeopsis ruficollis Aurivillius, 1922